# Kanton Neung-sur-Beuvron
Der Kanton Neung-sur-Beuvron war bis 2015 ein französischer Wahlkreis im Arrondissement Romorantin-Lanthenay, im Département Loir-et-Cher und in der Region Centre-Val de Loire; sein Hauptort war Neung-sur-Beuvron. Der letzte Vertreter im Generalrat des Départements war von 1998 bis 2015 Claude Beaufils (UMP). 
Der Kanton war 275,78  km² groß und hatte 6029 Einwohner (2012). 

## Gemeinden
Der Kanton umfasste acht Gemeinden:
| Gemeinde              | Einwohner Jahr | Fläche km² | Bevölkerungsdichte | Code INSEE | Postleitzahl |
| --------------------- | -------------- | ---------- | ------------------ | ---------- | ------------ |
| Dhuizon               | 1269 (2013)    | 43,34      | 29 Einw./km²       | 41074      | 41220        |
| La Ferté-Beauharnais  | 522 (2013)     | 2,42       | 216 Einw./km²      | 41083      | 41210        |
| La Ferté-Saint-Cyr    | 1053 (2013)    | 57,93      | 18 Einw./km²       | 41085      | 41220        |
| La Marolle-en-Sologne | 407 (2013)     | 25,24      | 16 Einw./km²       | 41127      | 41210        |
| Montrieux-en-Sologne  | 667 (2013)     | 34,11      | 20 Einw./km²       | 41152      | 41210        |
| Neung-sur-Beuvron     | 1230 (2013)    | 63         | 19 Einw./km²       | 41159      | 41210        |
| Thoury                | 421 (2013)     | 15,76      | 27 Einw./km²       | 41260      | 41220        |
| Villeny               | 459 (2013)     | 33,98      | 14 Einw./km²       | 41285      | 41220        |